# Pikes Peak International Raceway

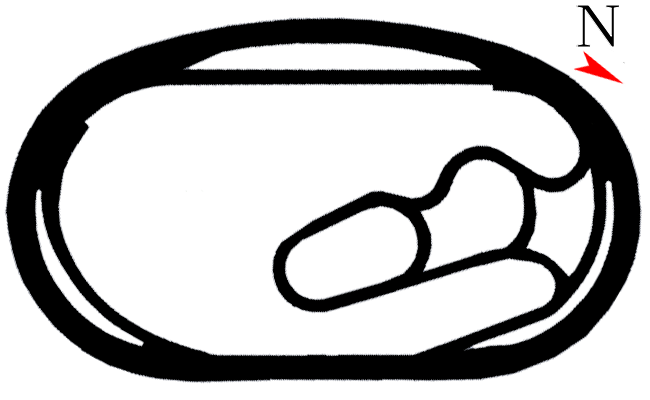
Circuit

De Pikes Peak International Raceway is een racecircuit gelegen in Fountain in de Amerikaanse staat Colorado. Het is een ovaal circuit met een lengte van 1 mijl (1,6 km). Het circuit werd in het verleden gebruikt voor races uit de Indy Racing League en Nascar kalenders. Het circuit heeft net zoals de Indianapolis Motor Speedway een wegcircuit waar een deel van het ovale circuit wordt gebruikt in combinatie met een parcours dat gelegen is binnen het ovaal.
Het circuit stond vanaf 1997 op de IndyCar kalender tot 2005. Kort daarna werd het circuit overgekocht en meteen gesloten. In 2008 veranderde het circuit opnieuw van eigenaars en werd het opnieuw geopend. Er worden momenteel geen IndyCar of Nascar races gehouden.

## Winnaars op het circuit
Winnaars op het circuit voor een race uit de Indy Racing League kalender.
| Jaar     | Rijder           |
| -------- | ---------------- |
| 1996-97  | Tony Stewart     |
| 1998     | Kenny Bräck      |
| 1999     | Greg Ray         |
| 1999 (2) | Greg Ray         |
| 2000     | Eddie Cheever    |
| 2001     | Buddy Lazier     |
| 2002     | Gil de Ferran    |
| 2003     | Scott Dixon      |
| 2004     | Dario Franchitti |
| 2005     | Dan Wheldon      |